# Siddi
Ne doit pas être confondu avec Siddis.
Siddi est une commune italienne de moins de 1 000 habitants située dans la province du Sud-Sardaigne, dans la région Sardaigne.

## Administration
| Période                                  | Période         | Identité        | Étiquette  | Qualité      |
| ---------------------------------------- | --------------- | --------------- | ---------- | ------------ |
| 01/04/1946                               | 16/01/1951      | Steri Filippo   | Sans parti |              |
| 16/01/1951                               | 03/06/1960      | Puddu Francesco | Sans parti | Deux mandats |
| ....                                     | ....            | ....            | ....       |              |
| 16/04/2000                               | 31/05/2010      | Pisanu Marco    | Sans parti | Deux mandats |
| 31/05/2010                               | Mandat en cours | Puddu Stefano   | Sans parti |              |
| Les données manquantes sont à compléter. |                 |                 |            |              |

### Communes limitrophes
Baressa, Collinas, Gonnoscodina, Gonnostramatza, Lunamatrona, Pauli Arbarei, Ussaramanna

## Personnalités liées à la commune
- Antonio Puddu (1933-2022), écrivain